# Rafael Señoret
Manuel Rafael Señoret Lapsley (Santiago, 22 de abril de 1914-ibídem, 24 de septiembre de 1988) fue un contador y político Chileno.

## Primeros años de vida
Hijo de Manuel Señoret Silva y María Lapsley Louis. Fue nieto del contraalmirante Manuel Señoret Astaburuaga, sobrino del exsenador Octavio Señoret Silva y primo de la poetisa Raquel Señoret. Realizó sus estudios primarios y secundarios en el Liceo José Victorino Lastarria. Posteriormente, ingresó al Instituto Superior de Comercio, donde se tituló de Contador. 
Se dedicó a actividades agrícolas en Conchalí. Paralelamente, se desempeñó como inspector de Caminos por tres años y entre 1935 y 1940, trabajó en las Cervecerías Unidas. En 1941 fue secretario general de la Cooperativa de Consumos de los Carabineros de Chile.

### Matrimonios e hijos
Casado en primeras nupcias con Elcira Soto Cortés con quien tuvo 4 hijos: Manuel, Carmen, Miriam y Rafael. Casado en segundas nupcias con Nancy Müller Westman.

## Vida política
Inició sus funciones políticas al integrarse a la Juventud Radical donde llegó a ser presidente nacional. Más adelante, ocupó el cargo de vicepresidente de la Asamblea Radical de Santiago.
En 1947 fue elegido regidor por Santiago, ejerciendo hasta 1949. Terminado su período fue designado consejero de la Caja de Jornaleros Municipales, presidente de la Confederación de Municipalidades y consejero del Teatro Municipal.
Diputado por la 7ª Agrupación Departamental Santiago, Primer Distrito, período 1969 - 1973, ocupó el cargo de primer vicepresidente de la Cámara desde el 16 de septiembre de 1969 al 12 de mayo de 1970. Participó de la Comisión de Gobierno Interior. 
El 1 de julio de 1969 renunció al Partido Radical y en mayo de 1970 ingresó a la Democracia Radical. En 1984, renunció a este partido, siendo uno de los fundadores del Movimiento de Unidad Radical, incorporándose posteriormente a la Social Democracia. En 1986, formó parte del Movimiento Unitario Social Demócrata. Ese año retornó al PR, apareciendo como vocal en su escritura de constitución del 8 de enero de 1988.

## Historial electoral

### Elecciones parlamentarias 1973
- Elecciones Parlamentarias de 1973 para la 7ª Agrupación Departamental, Santiago.[2]